# Eskilstuna BS
Eskilstuna BS (Eskilstuna bandysällskap) är en idrottsförening i Eskilstuna med inriktning enbart på bandy. Föreningen bildades 1965 genom en sammanslagning av bandysektionerna i Eskilshems BK och VoIF Diana. 1997 ingick man i en ny sammanslagning med Torshälla Nyby IS och antog namnet Torshälla/Eskilstuna BF. 2006 återgick föreningen till namnet Eskilstuna BS.
Klubben har Eskilstuna Isstadion som hemmabana, och spelade i Sveriges högsta division i bandy säsongerna 1972/1973 och 1977/1978.
Säsongen 2011/12 vann klubben Division 2 Stockholm och vann över Uppsala BoIS i kvalet till Division 1.
Inför säsongen 2012/13 ska man spela i Division 1 Östra.

## Kända EBS spelare i Elitserien
- Patrik Anderbro - Falu BS, Västerås SK
- David Karlsson - Vetlanda BK, Hammarby IF, Villa Lidköping